# 科特柳路車站
科特柳路車站（英語：Cortelyou Road station）是紐約地鐵BMT布萊頓線的一個慢車地鐵站，位於布魯克林夫拉特布殊介乎馬爾博羅路（東15街）及東16街之間的科特柳路，設有Q線（任何時候停站）列車服務。

## 車站結構
| G        | 街道層   | 閘機、出入口、MetroCard自動售票機      |
| P 月台層 | 側式月台 | 側式月台                               |
| P 月台層 | 北行慢車 | ← 往96街 (貝弗里路)                    |
| P 月台層 | 北行快車 | ← 不停靠                               |
| P 月台層 | 南行快車 | → 不停靠 →                             |
| P 月台層 | 南行慢車 | → 往康尼島-斯提威爾大道 (紐科克廣場) → |
| P 月台層 | 側式月台 |                                        |

此切土車站設有兩個側式月台和四條軌道，是典型的紐約地鐵慢車站。

## 外部連結
- nycsubway.org—BMT （[//web.archive.org/web/20210227105951/http://www.nycsubway.org/wiki/BMT_Brighton_Line#Cortelyou_Road|BMT 页面存档备份，存于） Brighton Line: Cortelyou Road]
- Station Reporter — Q Train
- MTA's Arts For Transit — Cortelyou Road (BMT Brighton Line)
- The Subway Nut — Cortelyou Road Pictures （页面存档备份，存于）
- Cortelyou Road entrance from Google Maps Street View （页面存档备份，存于）
- Platforms from Google Maps Street View